# Salajärvi (sjö i Södra Savolax)
Salajärvi är en sjö i Finland. Den ligger i kommunen Jockas i landskapet Södra Savolax, i den södra delen av landet, 250 km nordost om huvudstaden Helsingfors. Salajärvi ligger 102,3 meter över havet. Arean är 4,22 kvadratkilometer och strandlinjen är 30,53 kilometer lång. Sjön  ingår i Vuoksens huvudavrinningsområde.   Den ligger vid sjön Jukajärvi. I omgivningarna runt Salajärvi växer i huvudsak blandskog. Den sträcker sig 3,8 kilometer i nord-sydlig riktning, och 3,4 kilometer i öst-västlig riktning.
I övrigt finns följande i Salajärvi:
- Papinsaari (en ö)
- Kaijansaari (en ö)
- Aarresaari (en ö)
- Vaivaissaari (en ö)
- Mykkyläsaari (en ö)
- Petäjäsaari (en ö)
- Kirkkokallio (en ö)
- Eteissaari (en ö)